# Paul Edwin Zimmer
Paul Edwin Zimmer (Albany, 16 ottobre 1943 – Schenectady, 18 ottobre 1997) è stato uno scrittore statunitense, conosciuto soprattutto come autore di narrativa fantastica.
Oltre al genere fantasy, ha affrontato anche quello gotico, fantascientifico e storico.

## Biografia
Fratello dell'autrice di fantasy e fantascienza Marion Zimmer Bradley, è stato un noto poeta e scrittore statunitense, appassionato, come la sorella, del genere fantastico. È stato inoltre un esperto nell'uso della spada, e grande conoscitore delle arti marziali in genere, come si può riscontrare nei suoi romanzi.
È noto per la sua saga intitolata Dark Border, composta da 4 romanzi pubblicati, più un quinto che aveva da poco finito di scrivere al momento della morte, e rimasto inedito.
Ha inoltre collaborato ad alcuni romanzi di Marion Zimmer Bradley, anche per quel che riguarda la Saga di Darkover (come La spada incantata, anche se ufficialmente non gli è mai stata accreditata), e la serie della Luna Rossa, con due romanzi, uno dei quali tradotto anche in Italia.

## Opere
(parziale)

### Dark Border
- Il principe rapito (The Lost Prince, 1982), 1987
- Il ritorno del principe (King Chondos' Ride, 1982), 1988
- La chiamata degli eroi (A Gathering of Heroes, 1987), 1993
- Ingulf the Mad, 1989

Secondo le intenzioni dell'autore, i primi due libri in origine erano uno unico, successivamente suddiviso in due parti per motivi editoriali. Le date fra parentesi sono relative alla pubblicazione negli Stati Uniti. Esisterebbe, inoltre, un quinto volume tuttora inedito, dal titolo: The King who was of Old.

### Altri
- I cacciatori della luna rossa (Hunters of the Red Moon, 1973), ed. it. 1992 (con Marion Zimmer Bradley)[1]
- The Survivors, 1979 (con Marion Zimmer Bradley)[1]